# هاري تينمور
هاري تينمور (مواليد 20 أغسطس 1977) هو ملاكم فلبيني، مثّل بلاده في دورتي الألعاب الأولمبية الصيفية 2004 و2008.

## روابط خارجية
هاري تينمور على موقع أوليمبيديا (الإنجليزية)